# 타파 (음식)

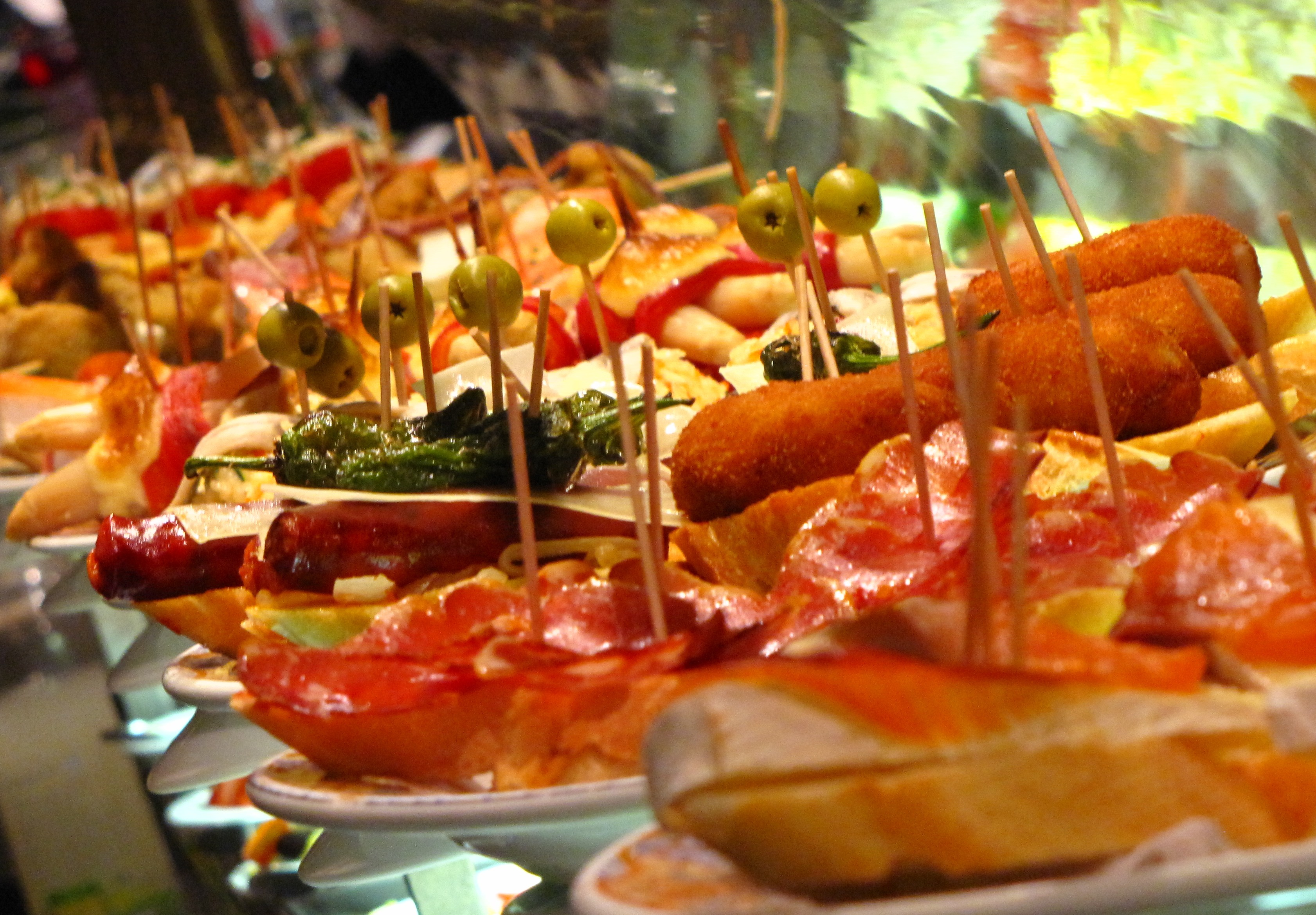
바르셀로나의 타파

타파(스페인어: tapa, 복수: tapas 타파스[*])는 식욕을 돋우어 주는 애피타이저의 일종으로서 스페인 요리에서 간식의 일종으로도 먹는다. 올리브나 치즈와 함께 차게 먹거나 오징어 등 해산물과 튀겨서 먹기도 한다.
스페인과 북미, 영국 등지의 식당에서 타파는 전채 요리나 정교한 메뉴 자체로 진보했으며 타파 예찬론자들은 아주 많은 종류의 타파를 고루 주문하여 그것들로 한 식사를 해결하기도 한다. 일부 중앙아메리카 국가에서는 bocas라 해서 별칭한다.

## 역사
타파라는 단어는 스페인어 단어 tapar 즉 채우다, 덮다의 뜻을 의미하는 동사에서 유래한다.
전해지는 바에 따르면 타파를 먹는 것은 카스티야 왕국의 알폰소 10세가 간식과 포도주를 먹으면서 병이 낫자 시작되었다고 한다. 이후로 알폰소 10세는 귀빈이 방문할 시 작은 스낵(tapa)이 없다면 포도주를 같이 내놓지 못하게 명령했다고 한다.
The Joy of Cooking에 따르면 원래 타파는 빵이나 고기를 얇게 썰어 놓은 조각 요리로서 셰리 주와 함께 먹었던 것으로 안달루시아 지방에서는 잔을 채울 때 그 위에 얇은 조각을 얹어 놓고 홀짝홀짝 마셨다고 한다. 이는 달콤한 셰리 주 근처에 날벌레가 오지 못하도록 하기 위함이었다. 고기로는 햄이나 코리소, 즉 소금기가 많아 갈증을 해소하는 청량제 역할을 하는 것이 사용되었고 바텐더나 식당 주인들은 여러 종류의 스낵을 만들어 사람들의 기호를 맞춰줄 필요가 있었다. 타파는 이에 따라 결국에는 셰리 주 만큼 중요도가 높은 음식으로 입지를 굳히게 된다.
타파는 스페인이 황금전성기를 누리면서 여러 대륙의 식재료와 문화를 받아들임에 따라 많은 변화를 겪었다. 이베리아 반도의 대부분이 고대 로마에 점령되면서 관개법과 올리브가 들어온 것과 유사하다. 북아프리카의 무어 인들이 들어오면서 8세기에는 아몬드와 석화, 향신료가 들어왔고 700년 동안 이어져 와 안달루시아 지방에는 그 색채가 유난히 짙게 남아있다. 신세계의 발견으로 토마토와 매운 고추, 옥수수, 감자가 들어왔고 스페인에서도 뿌리를 내리게 된다.

## 어원

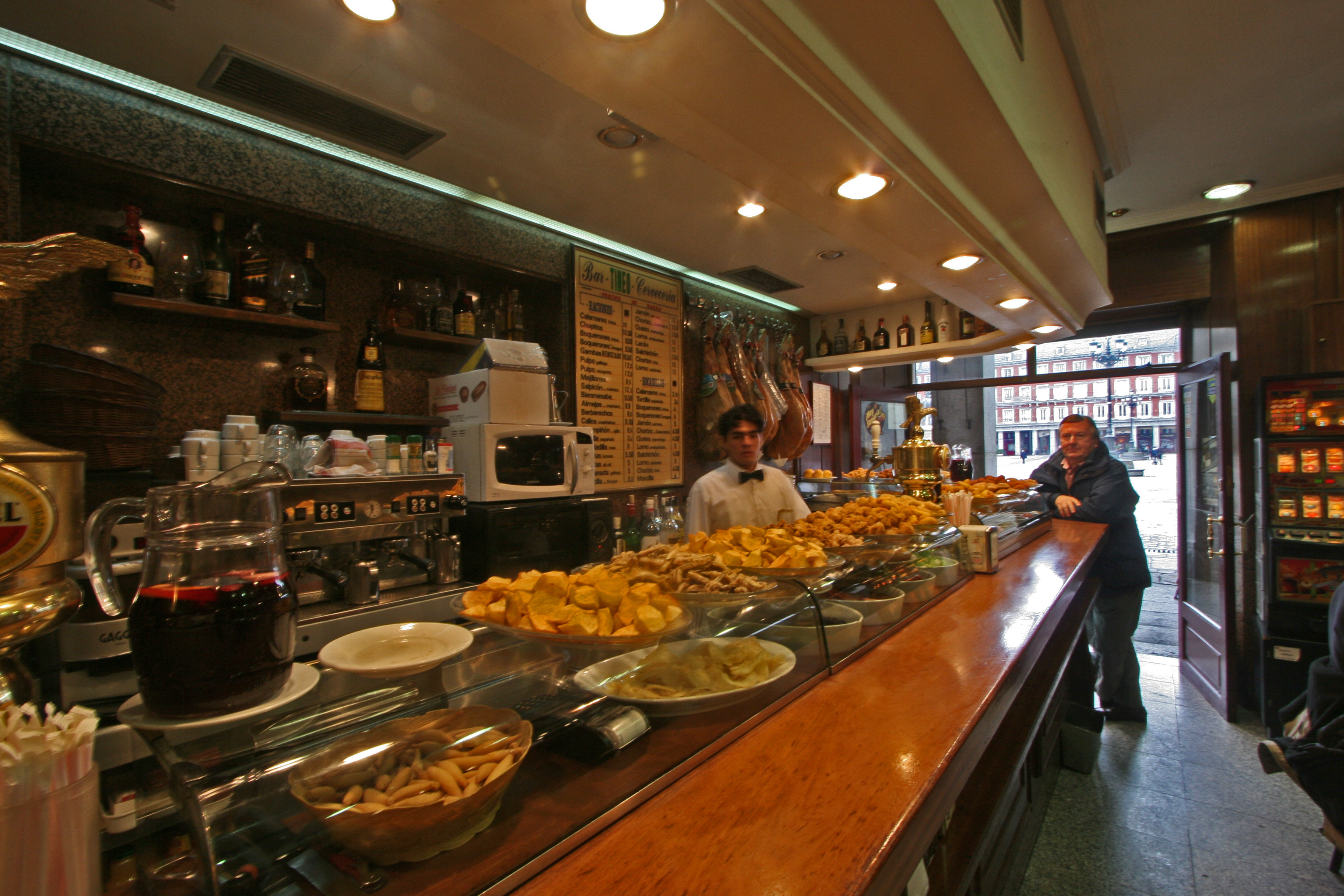
마드리드 대광장에 있는 타파 식당

Tapa는 스페인어로 뚜껑이나 덮개를 의미하여 특정한 음식을 가리키게 된 어원에 대해서는 여러 설이 존재한다:
- 널리 인용되는 것은 음료 위에 벌 따위의 날벌레가 들어오지 못하도록 과자 같은 스낵으로 잔 위를 덮었기 때문에 이러한 의미로 뚜껑이라는 의미를 지닌 단어를 쓰게 되었다.
- 보통 식당에서 타파를 먹을 때 서 있었기 때문에 사람들이 음료 잔 외에 접시를 놓을 곳이 필요하게 되었고 그 대용으로 타파가 등장하게 되었다.
- 일부는 16세기 카스티야라만차 지방의 식당 주인들이 오랫동안 발효된 치즈의 맛과 향이 나쁜 포도주의 향을 가리게 하면서 싼 포도주를 내놓을 때 치즈로 속임수를 썼다고 본다.
- 다른 출처에서는 알폰소 13세가 카디스에 방문했을 때를 가리킨다. 그가 유명한 식당에 방문했을 때 웨이터가 바람이 많은 탓에 모래가 포도주에 들어갈까봐 얇은 햄을 위에 올려 가져왔던 것이다.[2]

## 문화

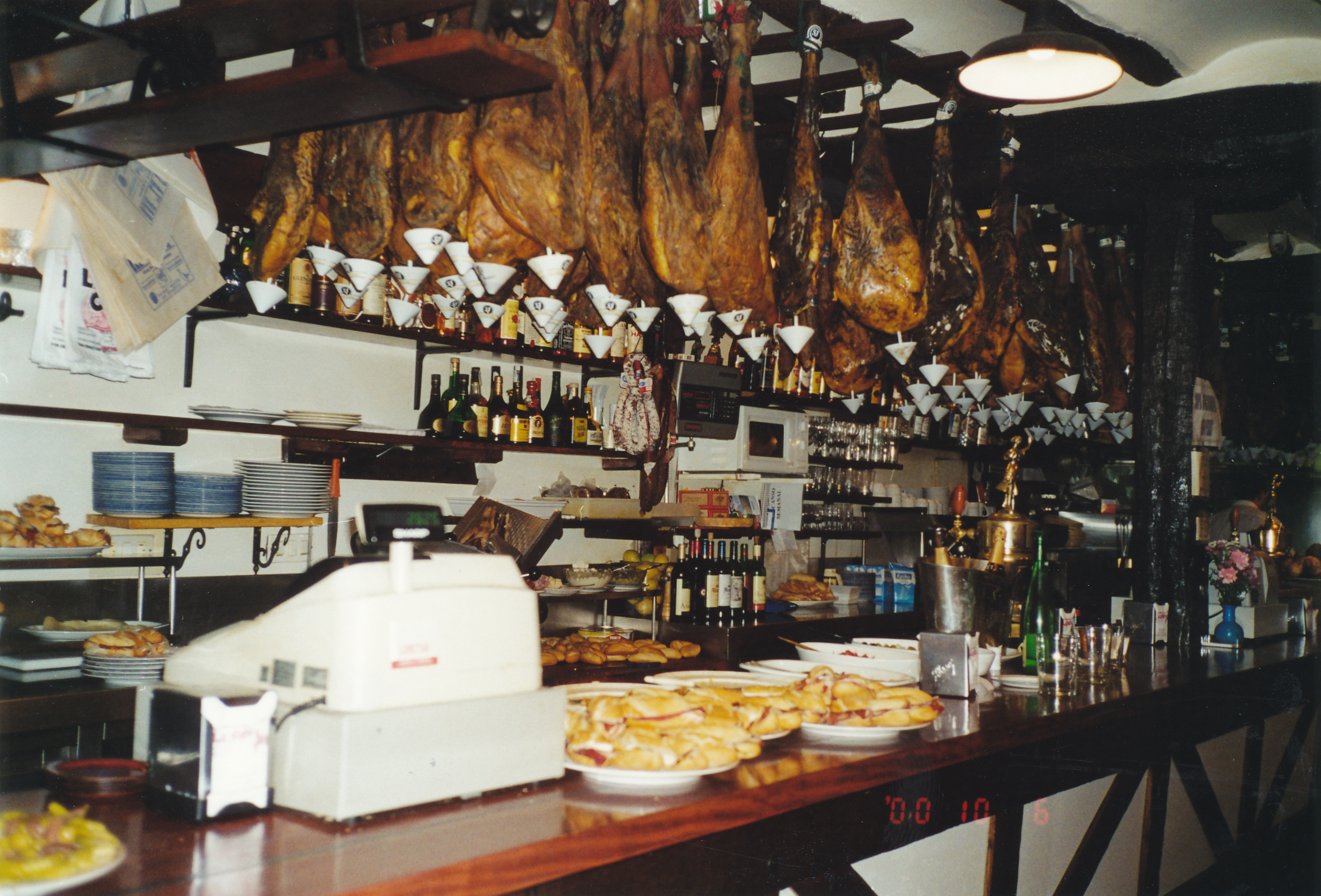
타파와 하몽, 산 세바스찬의 식당

스페인에서 저녁이 아주 늦어서 대개 밤 9시에서 자정에 이르곤 해 근로가 끝나고 저녁 시간까지 상당히 많은 시간이 남는다. 그래서 스페인 사람들은 종종 타파를 간단히 먹는다. 점심이 1시~3시이므로 12시 쯤에 사람들끼리 모여 담소를 나누는 용도로도 타파를 먹는다.
아주 작은 식당이라 해도 8종에서 12종에 이르는 타파를 내놓을 수 있으며 보통은 음식을 다룰 때 음료가 담긴 것과 분리해 따뜻한 쟁반에 내놓는다. 마늘이나 칠리 소스, 파프리카, 소금, 고추, 샤프란 등으로 상당히 향미가 강하고 올리브유도 많이 쓴다. 종종 해산물을 사용하여 멸치나 대구 따위를 올리브유로 간해 내놓으며 토마토 소스나 청고추, 홍고추를 더해 오징어 따위의 해산물을 재료로 쓰기도 한다. 대부분 올리브유를 쓰기 때문에 1~2 종의 올리브유를 첨가하지 않은 타파를 보기는 어려우며 빵의 경우도 1종류 이상의 빵을 곁들여 만들어서 어느 소스와도 잘 어울린다.
마드리드, 카스티야라만차, 카스티야레온, 아스투리앗, 에스트레마두라 및 일부 안달루시아 도시에서는 간단한 음료를 주문하면 타파를 공짜로 준다. 보통 작은 맥주인 caña나 포도주 한 잔 chato을 주문한다. 여러 도시에서 바나 식당 자체를 타파 전문점으로 걸고 운영하는 것도 많아 가게만의 독특한 타파를 맛볼 수 있다.
스페인 북부 지방에서는 보통 바스크어로 pintxos라고 불러서 나바라 지방과 바스크 지방, 칸타브리아 지방 등지를 포함해 살라망카 지역에서도 이렇게 부른다. 이는 타파를 먹을 때 이쑤시개(Pincho)를 사용하기 때문에 붙여진 별명으로 볼 수 있다. 이쑤시개를 내놓아야 얼마나 많은 사람들이 맛보았는지 세기도 편해서 이를 사용한다. 보통 가격에 따라 이쑤시개의 색이나 크기 자체가 달라서 보통 타파 1개의 가격은 1~2 유로 정도다. 또한 국기를 의미하는 단어 bandera의 복수형 banderillas으로 부르기도 하는데 투우에서 쓰는 화려한 깃발 모습처럼 타파의 색이 아주 다채롭기 때문이다.
타파는 그 크기가 원래는 작지만 1명 이상이라면 전체 요리 식으로 크게 주문할 수도 있다. 정찬을 할 경우 사람들이 잘라 나눠 먹을 수 있도록 하며 하나의 음식(ración)으로 주문하기도 한다. 때문에 중국식 딤섬이나 한국식 반찬과도 그 개념이 유사할 수 있다.

## 같이 보기
- 메제
- 안티파스토
- 오르되브르
- 자쿠스카